# Navrongo
Navrongo – miasto w Ghanie, położone blisko granicy z Burkina Faso. Jest stolicą dystryktu Kassena-Nankana w Regionie Północno-Wschodnim oraz ważnym miastem handlowym. Słynie ze zbudowanej w 1906 roku rzymskokatolickiej katedry.
Miasto należy do diecezji Navrongo-Bolgatanga.

## Katedra
Katolicka misja założona była w Navrongo w 1906 przez 13 francuskich duchownych jako konstrukcja 4 chat, z których jedna była kaplicą.
W roku 1910 kaplicę rozbudowano ale nie spełniła ona oczekiwań duchownych.
Katedra zbudowana jest z cegieł z błota, ściany otynkowane są również błotem. 
Drewniane belki tworzą dach, który pierwotnie był płaski, zgodnie z lokalnymi wzorami ale później w roku 1928 zmieniono go, pokrywając blachą falistą. Podłoga jest zrobiona z tradycyjnego zbitego żwiru, zmieszanego z łajnem krów i dawa-dawa.
Wewnątrz ściany udekorowane są postaciami zwierząt, scenami życia codziennego i tematami chrześcijańskimi.
Katedra ma 60m długości, 14m szerokości, a dzwonnica ma 13m wysokości.